# Праздный класс
«Праздный класс» (англ. The Idle Class, другое название — Vanity Fair) — короткометражный немой фильм Чарли Чаплина, выпущенный 25 сентября 1921 года.

## Сюжет
Эдна, жена богача, приезжает на курорт к своему мужу, с которым они в ссоре из-за его любви к выпивке. Одновременно сюда прибывает Бродяга, как две капли воды похожий на мужа. Бродяга сразу отправляется на поле для гольфа, чтобы предаться любимой игре, и попадает в комические ситуации с участием представителей высшего общества, отдыхающих здесь. Вечером он случайно оказывается на маскараде, где его принимают за мужа Эдны, переодевшегося бедняком. После ряда событий недоразумение становится очевидным, и Бродяга уходит.

## В ролях
- Чарли Чаплин — Бродяга / богач
- Эдна Пёрвиэнс — Эдна, жена богача
- Мак Суэйн — отец Эдны
- Генри Бергман — гость в форме полицейского / спящий бродяга
- Аллан Гарсия — полицейский в парке / гость
- Джон Рэнд — гость-гольфист
- Рекс Стори — карманник / гость
- Лита Грей — гостья